# Tapiserija iz Bayeuxa
Tapiserija kraljice Matilde ili Tapiserija iz Bayeuxa (Francuska) je najpoznatija romanička tapiserija iz oko 1073. – 1083., dugačka je 70 m, a uska 50 cm; priča o Normanskom osvajanju Engleske 1066. godine.
Iako se naziva tapiserijom, ona je zapravo izvezena tkanina napravljena vunenim koncem u boji na izbijeljenom lanenom platnu. Tkanina je ukrašena vezom u osam boja koji prikazuje normansko osvajanje Engleske. Prizori se nižu vodoravno, s lijeva na desno, a praćeni su širokim rubnim trakama (jedna pri vrhu i druga pri dnu) s prikladnim prikazom životinja (ptice, psi, jeleni, pijetlovi i dr.) i simboličnih radnji (lov sa psima i sl.); prati ih i latinski tekst kojim se objašnjava radnja i likovi. 
Tapiserija sadrži 626 ljudskih figura, 731 životinju, 376 brodova i 70 zgrada i drveća. Takav poduhvat vezenja je vjerojatno djelo više majstora-umjetnika, te povjesničara koji je iscrpno opisao sve događaje. Tako su događaji opisani na tapiseriji prije svega povijesni i prikazuju događaje iz normanskog viđenja. Iako latinski natpisi dodatno objašnjavaju slike, većina događaja prikazana je samo vizualno i mnogi detalji su ostali tajnoviti.
Iako nema podataka o imenima umjetnika, najvjerojatnije se radilo o dvorjankama koje su obično radile ovakve vezove. Neki znanstvenici misle kako je rađena za katedralu u Bayeuxu u Normandiji, na sjevernoj obali Francuske. Vjerojatno ju je naručio biskup Odo iz Bayeuxa, polubrat Vilima Osvajača, koji se pojavljuje na jednom prikazu. 
Glatka površina lana je u kontrastu s grubim vezom. Za prikaz valova, užadi, pramenove konjske grive i obris svih likova korištena je pojedinačna nit. Svaki lik je obrubljen tamnom niti i plohe između linija su ispunjene jednom bojom (poput dječjih bojanki). 
Svi prizori su izvezeni vezom u osam boja, likovi su plošni, izvedba kompozicije i detalja slijedi zakone romaničkog oblikovnog reda, s tim da, iako se vremenski slijed primjećuje, nema prostorne dispozicije (perspektive). Tlo je naznačeno vijugavom vodoravnom linijom i osim povremenog preklapanja likova, nema težnje za prikazom trodimenzionalnog prostora. Tapiserija ima jasnu vremensku dimenziju nizanja događaja (poput stripa). Narativno kontinuiranje detalja razgraničuje se tek razlikovanjem kompozicijskog ustroja svakog uprizorenja. Kronološki slijed događaja i pokreti su naglašeni čestim ponavljanjem sličnih oblika.

## Poveznice
- Bitka kod Hastingsa
- Romanika
- Romaničko slikarstvo
- Tapiserija